# 岩田美香
岩田 美香（いわた みか、1996年6月10日 - ）は、日本の女性プロレスラー。福岡県遠賀郡遠賀町出身。センダイガールズプロレスリング所属。血液型A型。身長160cm、体重63kg。

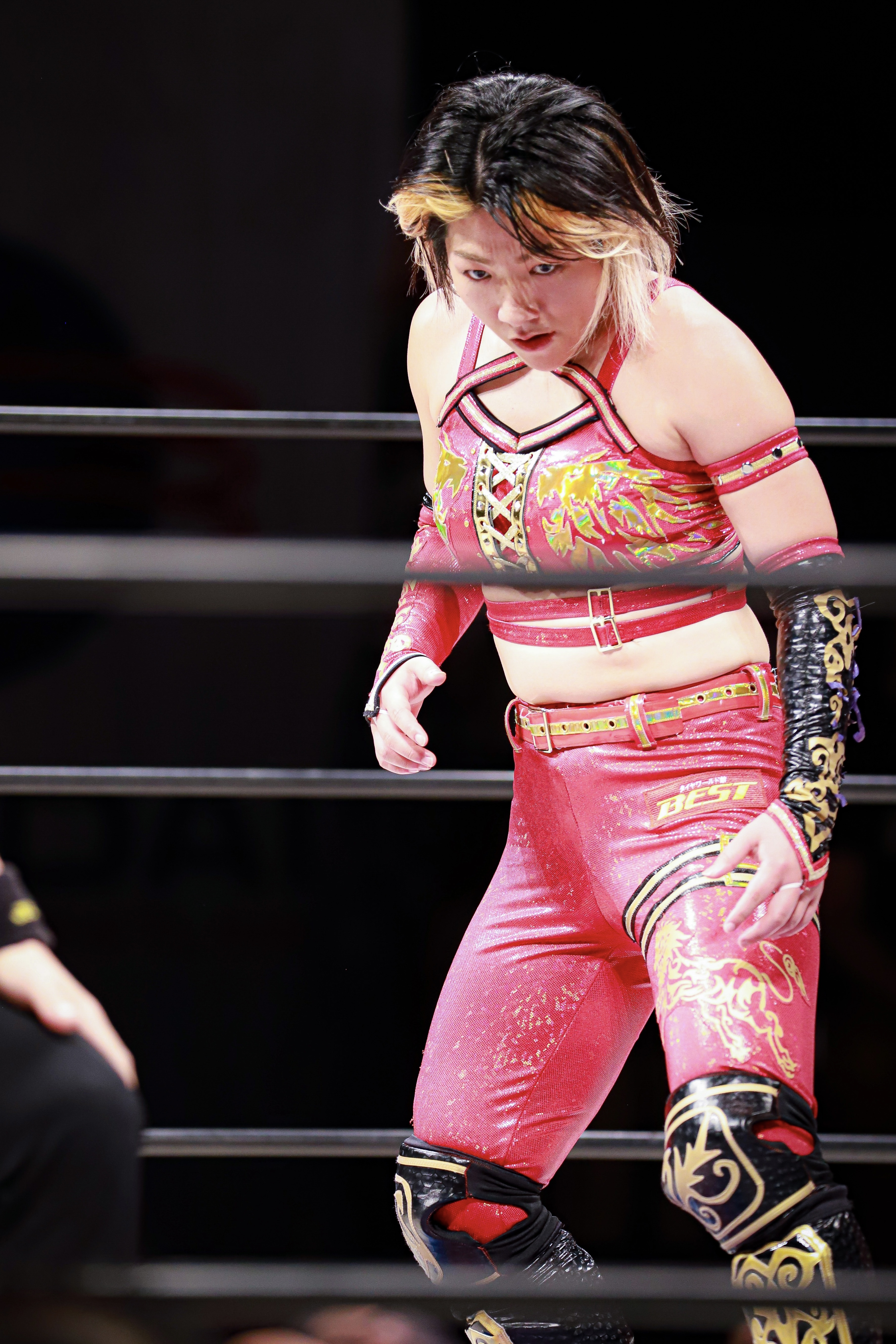
2023.04.16 仙女新木場1stRING大会 岩田美香選手

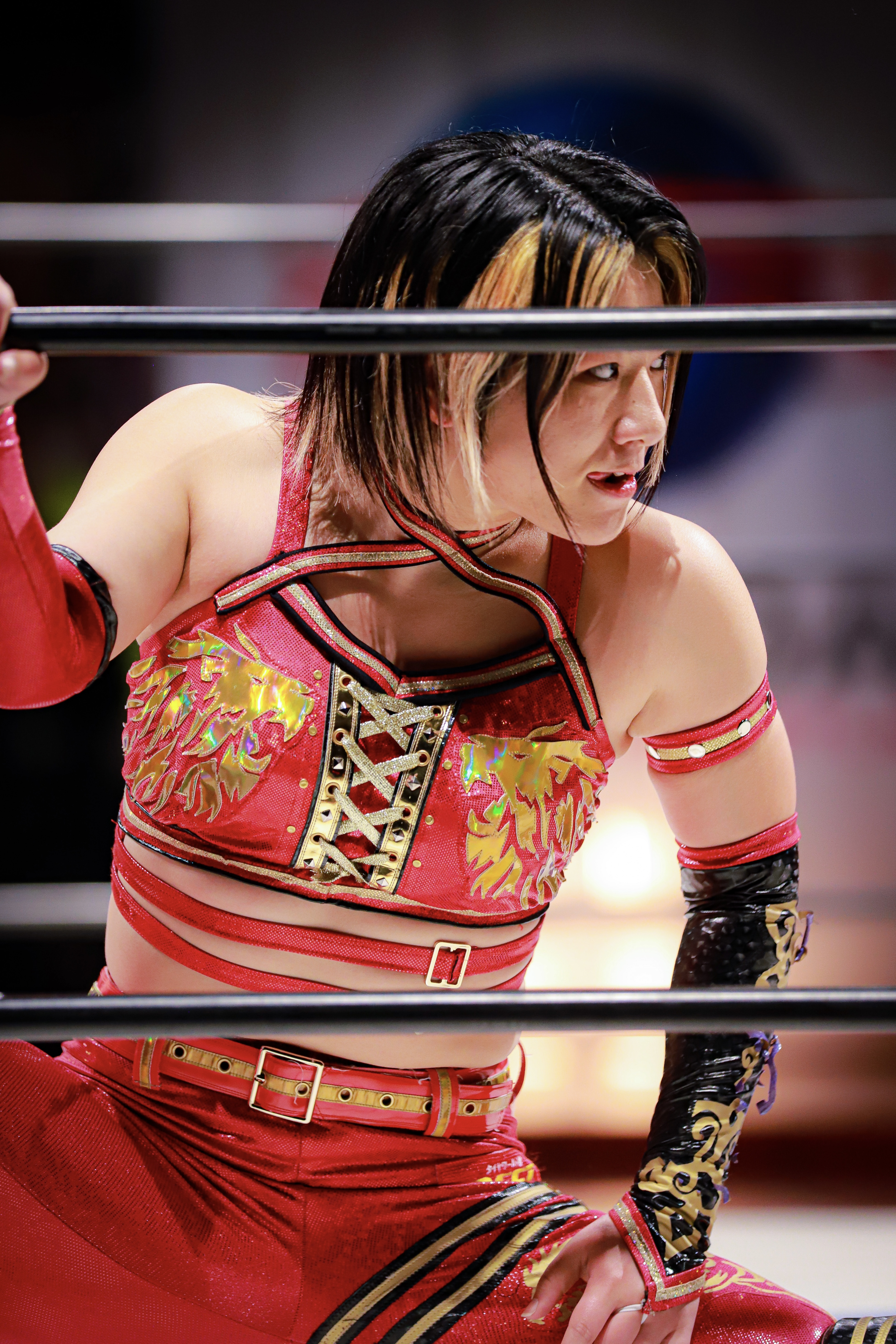
2023.04.16 仙女新木場1stRING大会 岩田美香選手

## 来歴
2015年6月28日、宮城野区文化センター大会で公開プロテストを受け、合格。
7月12日、新潟市体育館にてアジャ・コング戦でデビュー、ラリアットで敗れる。
7月21日、宮城野区文化センターにて「仙台デビュー戦」として里村明衣子&松本浩代と組み、Ray&山縣優&浜田文子組と対戦、山縣のジャストフェイスロックで敗れる。
2016年8月10日発売「週刊プロレス」にてリングネームを募集。名前の読みは「みか」のままという条件付きであった。10月12日発売の同誌で「白姫美叶」のリングネームを発表。10月16日、仙台サンプラザホール大会で改名デビュー。
1月9日、新宿大会にて桃野美桜＆小波を相手にタッグで対戦し自力初勝利（パートナーは朱里）。15日の宮城野区文化センターでは桃野とシングルマッチを行いシングルでも初勝利。
2018年2月22日、宮城野区文化センター大会でDASH・チサコに敗れた後マット上でリングネームの返上を宣言し、本名の岩田美香に戻ることになった。
9月15日、西区民センターで橋本千紘とのコンビでカサンドラ宮城とハイジ・カトリーナが保持するセンダイガールズワールドタッグチームチャンピオンシップ挑戦し勝利。第7代王者に輝くとともにキャリアとして初の王座戴冠となった。
2019年6月より首の負傷のため長期欠場。
2020年11月22日に1年5カ月ぶりに復帰し勝利。
2021年6月13日、大田区総合体育館にて行なわれたGAEA JAPAN旗揚げ25周年記念興行『GAEAISM』においてDASH・チサコ、橋本千紘と組み、GAEA JAPANの至宝であるAAAWシングル王座とAAAWタッグ王座のAAAW王座と、仙女の至宝であるセンダイガールズワールドチャンピオンシップのシングル・タッグの両王座を懸けてMarvelousの桃野美桜、門倉凛、星月芽依と対戦。最後は橋本と桃野の一騎打ちとなり、橋本が桃野を下し、センダイガールズワールド王座を死守するとともにAAAW王座の権利を獲得した。
9月20日、宮城野区文化センターにて愛海とのコンビでMarvelousの桃野美桜が門倉凛が保持するセンダイガールズワールドタッグチームチャンピオンシップに挑戦し、岩田が桃野を下し勝利。第12代王者となり、他団体に流出していた同王座の奪還に成功した。
2023年9月18日、後楽園ホールにて、ミリー・マッケンジーの持つセンダイガールズワールドシングルチャンピオンシップに挑戦してこれに勝利し、第13代王者の座に就いた。

## 人物
- 里村明衣子曰く「仙女初の美人レスラー」[10]
- デビューまでの経緯はKBC九州朝日放送「ドォーモ」で特集された（2012年、2015年）[11]。
- デスマッチが好きで、葛西純を「神」と崇めている。
- 5歳下の弟がいる。ブラコンを自称。[12]。

## 得意技
雷音
変形シットダウン式ツームストンパイルドライバー
三角蹴り
後ろ回し蹴り
カサドーラ

## タイトル歴
センダイガールズプロレスリング
- 第13代、第15代センダイガールズワールドシングルチャンピオンシップ
- 第7代、第12代、第23代センダイガールズワールドタッグチームチャンピオンシップ（パートナーは橋本千紘→愛海→高瀬みゆき）

スターダム
- 第21代ワンダー・オブ・スターダム王座

## 出演

### 雑誌
- 『週刊プレイボーイ』（2017年24号、集英社）[13]
- 「週プレ グラビアスペシャル増刊SUMMER2017」（2017年8月9日、集英社）